# Marcial Urrutia Urrutia
Marcial Urrutia Urrutia (Lebu, 9 de abril de 1882 -?) fue un militar chileno. Ejerció la Comandancia en jefe del Ejército de Chile entre diciembre de 1933 y marzo de 1934.

## Carrera militar
Nació en Lebu, el 9 de abril de 1882.
En 1898 ingresa como Cadete a la Escuela Militar. Tres años después, egresó como Alférez de Artillería, siendo su primera destinación el Regimiento de Artillería de Costa.
Siendo Teniente, presta servicios en el Regimiento de Artillería de Campaña y, en 1905, en el Regimiento de Artillería N.º 1 Tacna. Dos años más tarde, es enviado a perfeccionarse a Europa, desempeñándose en el Regimiento de Campaña de Presberg y Escuela de Tiro en Vezprenn en Austria.
A su regreso, como Capitán, vuelve al Regimiento Tacna, ejerce mando en la Escuela Militar y, en 1915, inicia sus estudios para Oficial de Estado Mayor en la Academia de Guerra.
Entre 1918 y 1921 cumplió diversas misiones en el extranjero, esta vez en: Cuba, España, Alemania y Francia. De vuelta al país, con el grado de Mayor, al mando lo destina al Regimiento de Artillería N.º 2 Arica y, dos años más tarde, es designado Comandante del Grupo de Artillería Aldunate. Como Teniente Coronel, fue Subdirector de la Academia Técnica Militar y posteriormente, al ascender a Coronel, dirigió la Escuela de Artillería y los Arsenales de Guerra.
Ascendió a General de Brigada en 1932 y, comandó la III División de Ejército, siendo también Director de los Servicios.
Al año siguiente, por ausencia del Comandante en Jefe del Ejército, asume interinamente las funciones de esa jefatura y, a fines de ese año, es nombrado en propiedad Comandante en Jefe de la Institución. El 3 de enero de 1934, es ascendido a General de División.
Dos meses después, el 27 de marzo, se le concede el retiro definitivo.